# Lazo Radošević
Lazo Radošević, bosansko-hercegovski general, * 21. april 1919, † 2011.

## Življenjepis
Radošević, študent teologije, je leta 1941 vstopil v NOVJ in naslednje leto je postal član KPJ. Med vojno je bil politični komisar več enot.
Po vojni je bil načelnik odseka in oddelka v armadi in v SSNO.